# 血塗ラレタ世界
『血塗ラレタ世界』（原題：World Painted Blood）は、スレイヤーが2009年に発表したアルバム。スタジオ・アルバムとしては10作目。

## 解説
本作のプロデュースは、エグゼティヴ・プロデューサーであるリック・ルービンの推薦により、グレッグ・フィデルマンが担当した。本作では、レコーディングをしながら曲を作っていくという方法が取られている。
2009年4月18日には、本作発表に先行して、アナログ盤7インチ・シングル「サイコパシー・レッド」が5000枚限定でリリースされた。この曲の歌詞は、ロシア・ソビエト連邦社会主義共和国等で連続殺人を繰り返したアンドレイ・チカチーロを題材としている。
同年7月28日には、「ヘイト・ワールドワイド」がCDシングルとして限定発売されている。同曲は、グラミー賞の最優秀メタル・パフォーマンス部門にノミネートされたが、受賞は果たせなかった。
バンドの母国アメリカでは、前作『クライスト・イリュージョン』（2006年）と2作連続での全米トップ10入りは果たせず、Billboard 200では最高12位に終わるが、『ビルボード』誌のハード・ロック・アルバム・チャートでは2位、ロック・アルバム・チャートでは4位に達した。

## 収録曲
1. 血塗ラレタ世界 - "World Painted Blood" - 5:53
  - 作詞：ジェフ・ハンネマン、トム・アラヤ／作曲：ジェフ・ハンネマン
2. ユニット731 - "Unit 731" - 2:39
  - 作詞・作曲：ジェフ・ハンネマン
3. スナッフ - "Snuff" - 3:42
  - 作詞・作曲：ケリー・キング
4. ビューティー・スルー・オーダー - "Beauty Through Order" - 4:36
  - 作詞：ジェフ・ハンネマン、トム・アラヤ／作曲：ジェフ・ハンネマン
5. ヘイト・ワールドワイド - "Hate Worldwide" - 2:52
  - 作詞・作曲：ケリー・キング
6. パブリック・ディスプレイ・オブ・ディスメンバーメント - "Public Display of Dismemberment" - 2:34
  - 作詞・作曲：ケリー・キング
7. ヒューマン・ストレイン - "Human Strain" - 3:09
  - 作詞：ジェフ・ハンネマン、トム・アラヤ／作曲：ジェフ・ハンネマン
8. アメリコン - "Americon" - 3:22
  - 作詞・作曲：ケリー・キング
9. サイコパシー・レッド - "Psychopathy Red" - 2:26
  - 作詞・作曲：ジェフ・ハンネマン
10. プレイング・ウィズ・ドールズ - "Playing with Dolls" - 4:13
  - 作詞：ジェフ・ハンネマン、ケリー・キング、トム・アラヤ／作曲：ジェフ・ハンネマン
11. ノット・オブ・デス・ゴッド - "Not of This God" - 4:19
  - 作詞・作曲：ケリー・キング

### 日本盤ボーナス・トラック
1. サイコパシー・レッド - "Psychopathy Red (Explicit Live Version)" - 2:46
  - 作詞・作曲：ジェフ・ハンネマン

## 参加ミュージシャン
- トム・アラヤ - ボーカル、ベース
- ジェフ・ハンネマン - ギター
- ケリー・キング - ギター
- デイヴ・ロンバード - ドラムス